# Halte Grønderup
Halte Grønderup is een voormalige spoorweghalte bij het gehucht Grønderup, Denemarken. Het station lag aan de spoorlijn Ringe - Faaborg die in 1882 was aangelegd door de Sydfyenske Jernbaner (SFJ).
De halte Grønderup is op 1 oktober 1882 geopend als een verkooppunt van treinkaartjes. Deze werden verkocht vanuit het aldaar aanwezige baanwachtershuisje nummer 9. In 1957 werd Grønderup omgevormd tot een reguliere halte met een houten wachthuisje.
Het reizigersverkeer tussen Ringe en Faaborg werd op 27 mei 1962 beëindigd, waarmee voor Grønderup ook een eind aan het spoorvervoer kwam. In 1989 werd de spoorlijn overgenomen door de museumspoorlijn Syd Fyenske Veteranjernbane en Grønderup werd een stopplaats voor de museumtreinen. Het baanwachtershuisje is bewaard gebleven.